# Imantocera grisescens
Imantocera grisescens är en skalbaggsart som beskrevs av Dillon 1951. Imantocera grisescens ingår i släktet Imantocera och familjen långhorningar. Inga underarter finns listade i Catalogue of Life.